# Araldica napoleonica
Con decreto del 1º marzo 1808, Napoleone Bonaparte istituì in Francia la Nobiltà dell'Impero, attribuendosi come nuovo imperatore un regolamento araldico differente da quello applicato convenzionalmente dall'Ancien Régime.
Se da un lato vi furono nuove famiglie nobilitate, altre un tempo parte dell'antica nobiltà vennero riconosciute nella nobiltà dell'impero ma i loro stemmi araldici vennero riadattati con le nuove normative (esempio: Claude Ambroise Régnier, Emmanuel de Grouchy).
All'indomani di Waterloo ed il crollo dell'Impero, l'araldica tornerà ad essere quella utilizzata sotto l'Ancien Régime e solo poche famiglie continueranno a portare le prerogative del primo impero.
Vi è da dire che in tutta la loro breve storia, le regole napoleoniche non misero mai in discussione le regole fondamentali dell'araldica, ma si limitarono a modificarne le esteriorità.

## Il senso dell'araldica napoleonica
Sino al 1789, i ranghi di nobiltà delle famiglie venivano espresse tramite gli ornamenti esteriori dello scudo o tramite le corone apposte all'esterno degli stemmi, oppure con le cosiddette "pezze onorevoli". Tutto cambia invece con l'araldica napoleonica:
Gli archivi e e collezioni del Collegio Araldico e Archeologico di Francia (Collége Héraldique et Archéologique de France) per secoli furono un punto di riferimento delle famiglie nobili francesi per certificare legalmente le proprie filiazioni in linea diretta.
Léon de Givodan, direttore dell'istituto, pubblicò nel 1861 la Histoire des classes privilégiées dans les temps anciens ("Storia delle classi sociali agiate dai tempi antichi"), una sintesi dell'evoluzione storica dalla famiglia patriarcale del popolo eletto fino alle ragioni dell'Illuminismo. 

Con la riforma degli Statuti del 15 gennaio 1867, i certificati prodotti dal Collegio cessarono di essere ereditari, perdendo la funzione principale di tutelare e trasmettere armoriali e connessi diritti da una generazione a quelle successive.

## Ornamenti esteriori dello scudo

### Corone e tocchi
Solo la famiglia imperiale ed i principi sovrani avevano la possibilità di portare una corona vera e propria sopra i loro stemmi, mentre per la nobiltà in generale erano previsti dei tocchi piumati corrispondenti ai diversi ranghi di Gran Dignitario, duca, conte, barone e cavaliere.

Corona imperiale Primo Impero
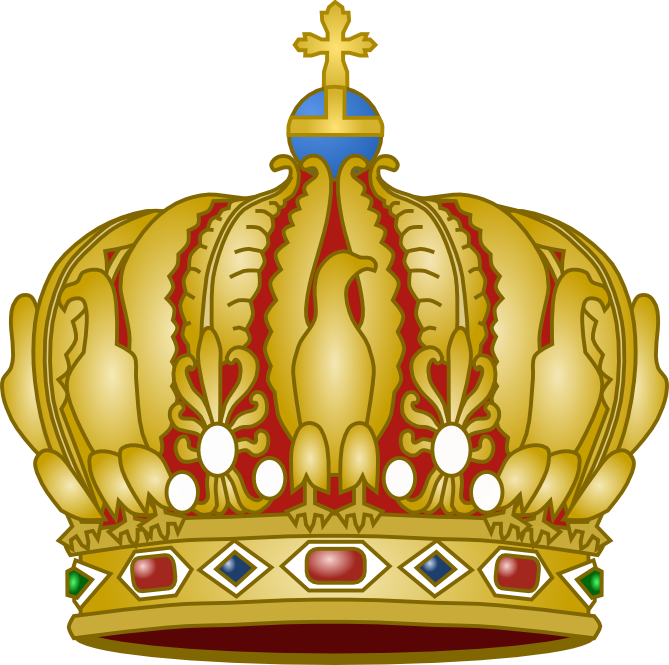
Corona imperiale Secondo Impero
Corona reale
Corona di principi sovrani.
Tocco da principi gran dignitari.

Tocco da duca dell'Impero e del Regno d'Italia.
Tocco da conte dell'Impero e del Regno d'Italia.
Tocco da barone dell'Impero e del Regno d'Italia.
Tocco da cavaliere dell'Impero e del Regno d'Italia.

### Gran dignitari e marescialli dell'Impero
Con la creazione nel 1805 delle sei Gran Dignità dell'Impero Francese (Grand'Elettore, Arcicancelliere dell'Impero, Arcicancelliere di Stato, Arcitesoriere, Connestabile e Grand'Ammiraglio) si presentarono gli ornamenti esteriori corrispondenti.
La dignità di maresciallo dell'Impero concedeva inoltre la possibilità di apporre dietro lo scudo "due bastoni d'azzurro seminati d'aquile d'oro".

## La Nobiltà dell'Impero francese

### Principi
|  | Gran Dignitari Sullo stemma: i principi gran dignitari aggiungono allo stemma un capo d'azzurro seminato di api d'oro. Ornamenti esteriori: sei lambrecchini d'oro. Tocco di velluto nero, vaiato retrocesso, sormontato da sette piume d'argento. Mantello d'azzurro seminato di api d'oro, doppio ermellino, sormontato da un berretto d'azzurro foderato d'ermellino.             |
|  | Principi sovrani Sullo stemma: i principi sovrani aggiungono allo stemma un capo d'azzurro caricato di un'aquila imperiale d'oro con la testa rivolta a destra, tenente tra gli artigli un fascio di saette d'oro, poste in fascia, due per lato. Ornamenti esteriori: mantello d'azzurro, frangiato d'oro, doppio ermellinato e sormontato da una corona d'oro, foderata d'azzurro. |

### Duca dell'Impero
| \| \| | Duchi dell'Impero Sullo stemma: i duchi aggiungono un capo di rosso seminato di stelle d'argento. Ornamenti esteriori: sei lambrecchini d'oro. Tocco di velluto nero, foderato d'ermellino, sormontato da sette piume d'argento. Mantello d'azzurro. |
|       | |

### Conti dell'Impero
|  |

|  |

|  |

|  |

|  |

|  |

|  |

|  |

|  |

|  |

|  |

|  |

|  |

|  |

#### Contesse dell'Impero
|  |

|  |

|  |

### Baroni dell'Impero
|  |

|  |

|  |

|  |

|  |

|  |

|  |

|  |

|  |

|  |

|  |

|  |

|  |

|  |

|  |

|  |

|  |

#### Baronesse dell'Impero
|  |

|  |

|  |

### Cavalieri dell'Impero
|  |

|  |

|  |

## LeBonnes villesdel Primo Impero
|  |

|  |

|  |

## Regno d'Italia

### La nobiltà del Regno d'Italia napoleonico

#### Duchi del Regno d'Italia
|  | Duchi del Regno Sullo stemma: i duchi aggiungono un capo di rosso, seminato di stelle d'argento. Ornamenti esteriori: sei lambrecchini d'oro. Tocco di velluto nero, foderato d'ermellino, sormontato da sette piume d'argento. Mantello di verde, foderato di doppio vaiato. |

#### Conti del Regno d'Italia
|  |

|  |

|  |

|  |

|  |

|  |

#### Baroni del Regno d'Italia
|  |

|  |

|  |

|  |

|  |

|  |

|  |

|  |

#### Cavalieri del Regno d'Italia
| \| \| | Cavalieri dell'Ordine della Corona ferrea Sullo stemma: «... [i cavalieri] della Corona di Ferro metteranno quella corona in argento su una pezza onorevole di verde» . Ornamenti esteriori: «Tocco di velluto nero, foderato di verde, sormontato da una piuma d'argento · » . |
|       | |

### Città del Regno d'Italia
|  |

|  |